# Wittenberg
Wittenberg (nemško: [ˈvɪtn̩bɛʁk] (); nizkonemško Wittenbarg, dob. 'bele gore', je četrto največje mesto v deželi Saška-Anhalt v Nemčiji. Wittenberg leži ob reki Labi, 60 kilometrov severno od Leipziga in 90 kilometrov jugozahodno od Berlina in ima 46.008 prebivalcev (2018).
Wittenberg je znan po tesni povezanosti z Martinom Luthrom in protestantsko reformacijo, za kar je prejel častni naziv Lutherstadt in ga imenujejo zibelka reformacije in zibelka protestantizma. Več Wittenberških stavb je povezanih z dogodki, vključno z ohranjenim delom avguštinskega samostana, v katerem je Luther živel najprej kot menih in kasneje kot lastnik z ženo Katharino von Bora in družino, ki velja za največji muzej na svetu, posvečen Luthru. Wittenberg je bil tudi sedež saškega volilnega kneza, dostojanstva, ki so ga imeli vojvode Saško-Wittenberg, zaradi česar je bilo eno najmočnejših mest v Svetem rimskem cesarstvu.
Danes je Wittenberg industrijsko središče in priljubljena turistična destinacija, najbolj znana po nedotaknjenem zgodovinskem središču in različnih spominskih mestih, posvečenih Martinu Luthru in Filipu Melanchthonu. Stavbe, povezane s tema dvema osebama, so bile leta 1996 pod naslovom Spomeniki Martina Lutra v Eislebnu in Wittenbergu dodane na Unescov seznam svetovne dediščine, skupaj z drugimi kraji v Eislebnu, zaradi njihovega verskega pomena in pričevanja o enem najvplivnejših gibanj v srednjeveški Evropi.

## Zgodovina
Zgodovinski dokumenti naselje prvič omenjajo leta 1180 kot majhno vasico, ki so jo ustanovili flamski kolonisti pod vladavino rodbine Askanija. Leta 1260 je ta vas postala rezidenca vojvod Saško-Wittenberg, leta 1293 pa je naselje dobilo mestno listino kot samostojno mesto.
Wittenberg se je zaradi svoje osrednje lege v naslednjih nekaj stoletjih razvil v pomembno trgovsko središče. Ko je lokalna veja Askanijcev leta 1422 izumrla, je nadzor nad Saško-Wittenbergom prešel na rodbino Wettin. Mesto je postalo pomembno regionalno politično in kulturno središče ob koncu 15. stoletja, ko je Friderik III. »Modri«, volilni knez Saške od 1486 do 1525, rezidenco postavil v Wittenberg. Več delov meja mesta je bilo kmalu zatem razširjenih. Drugi most čez reko Labo je bil zgrajen med letoma 1487 in 1490, grajska cerkev (nemško Schlosskirche) pa je bila postavljena med letoma 1496 in 1506. Istočasno je bila prezidana palača volilnega kneza.
Leta 1502 je volilni knez Friderik ustanovil univerzo v Wittenbergu, ki je pritegnila nekaj pisateljev, kot sta Martin Luther - profesor teologije od leta 1508 - in Philipp Melanchthon - profesor grščine od leta 1518.
Po legendi je 31. oktobra 1517 Luther svojih 95 tez proti prodajanju odpustkov pribil na vrata grajske cerkve Vseh svetih – dogodek, ki je veljal za začetek protestantske reformacije. Anabaptistično gibanje je imelo enega svojih najzgodnejših domov v Wittenbergu, ko so se tja konec leta 1521 preselili preroki iz Zwickaua, ki jih je Luther zatrl, ko se je spomladi 1522 vrnil iz Wartburga.
Wittenberška kapitulacija (1547) je ime za pogodbo, s katero je bil Janez Friderik I. Saški Velikodušni prisiljen odstopiti volilno dostojanstvo in večino svojega ozemlja albertinski veji rodbine Wettin.
Leta 1760, med sedemletno vojno, so Avstrijci bombardirali mesto, ki so ga okupirali Prusi. Francozi so leta 1806 prevzeli oblast, Napoleon pa je leta 1813 poveljeval obnovitvi mesta. Leta 1814 je pruska vojska pod vodstvom Tauentziena vdrla v Wittenberg; za nagrado je prejel naslov von Wittenberg. Leta 1815 je Wittenberg postal del Prusije, ki ga je upravljala provinca Saška. Wittenberg je bil še naprej trdnjava tretjega razreda, dokler je reorganizacija nemške obrambe po ustanovitvi novega Nemškega cesarstva leta 1873 ni privedla do njegove razgradnje.
V njem je bilo taborišče za vojne ujetnike od leta 1914 do 1918. Taborišče na površini 10 ½ hektarjev je bilo postavljeno v Klein Wittenbergu, 2 milji od mesta. V osmih kompleksih je bilo 13.000 mož. Med epidemijo tifusa v letih 1914–1915 so bile razmere težke. Taboriščni sanitetni referent dr. Aschenbach je bil za sodelovanje pri epidemiji odlikovan z železnim križcem. Zavezniki so nagrado postavili pod vprašaj. Uporabo psov za napade na vojne ujetnike je kritiziral ameriški veleposlanik James W. Gerard v svoji knjigi Štiri leta v Nemčiji.
Za razliko od mnogih drugih zgodovinskih nemških mest med drugo svetovno vojno je bilo središče mesta Wittenberg med spopadom prihranjeno uničenje. Zavezniki so se strinjali, da ne bodo bombardirali Wittenberga, čeprav so v mestu potekali boji, na kipih Luthra in Melanchthona na tržnici pa so bile vidne sledi od strelnih nabojev – vsaj tako pravi priljubljena različica zgodovine mesta. Pravzaprav Luthrov kip večji del vojne sploh ni bil prisoten na mestnem trgu, temveč v skladišču Luther Brunnen, cestne hiše nekaj kilometrov severno od mesta.
Sloves Wittenberga kot mesta, zaščitenega pred zavezniškimi bombnimi napadi, je v veliki meri točen. Vendar pa je vlada tik pred Wittenbergom zgradila Arado Flugzeugwerke (Tovarna letal Arado), ki je proizvajala komponente letal za Luftwaffe. V tej vojni tovarni so delali Judje, Rusi, Poljaki, politični zaporniki in celo nekaj Američanov – vsi zaporniki, ki so se ukvarjali s prisilnim delom, vključno z ujetniki, ki naj bi bili oproščeni tovrstnega dela. Ameriška in britanska letala so proti koncu vojne bombardirala tovarno in pri uničenju pobila več kot tisoč ujetnikov in vojnih ujetnikov, ki so jih Nemci namestili v ta vojni obrat. Objava leta 1995 »...und morgen war Krieg!« Renate Gruber-Lieblich poskuša dokumentirati to tragično bombardiranje zunaj Wittenberga.
Leta 1945 je Wittenberg izdal 19 lastnih poštnih znamk, od katerih je bila na vsaki upodobljen Hitler, vendar z velikim črnim okroglim pretiskom, ki je prekrival njegov obraz. Ob koncu vojne so Wittenberg zasedle sovjetske sile; leta 1949 je postalo del Vzhodne Nemčije. V vzhodnonemškem obdobju je bilo del okrožja Halle. Z mirno revolucijo leta 1989 je komunistični režim padel, mesto pa se od leta 1990 upravlja demokratično.
Wittenberg trenutno zaznamujejo prenova in nova gradbena dela, gospodarska oživitev in razvoj turizma kot »romarski kraj za reformacijo«. Z Luthrovim desetletjem, ki se je začelo leta 2008, se je mesto začelo pripravljati na 500. obletnico reformacije, ki je bila leta 2017. Številne stavbe so bile obnovljene, infrastruktura je bila delno obnovljena in v mestu so nastale številne nove zanimivosti (npr. novi Lutherstadt Wittenberg Hauptbahnhof, nakupovalno središče Arsenal, Luthergarden ali Panometer).
Leta 2014 je Lutherstadt Wittenberg prejel častni naziv Evropsko mesto reformacije s strani Skupnosti protestantskih cerkva v Evropi.

## Geografija
Wittenberg leži v severnonemški nižini na vzhodu Saške-Anhalt. Središče mesta in večina mestnega območja sta na severnem bregu Labe. Njegov trenutni videz površja je posledica starejšega ledeniškega obdobja in poledenitve Saale, zato ima urbano območje Wittenberga značilnosti stare morenske pokrajine. Wittenberg spada v območje ledeniške doline Breslau-Magdeburg, ki je tukaj na severu meji na Fläming in na jugu na peščena območja Dübener Heide. Povprečna nadmorska višina je 75 m.
Krajinsko je mesto del južnega Fläminga in z občinami južno od Labe (Pratau, Seegrehna) del regije Elbe. Severno od mesta so obsežni borovi gozdovi, medtem ko so labski travniki južno od mesta ravninski in brez gozda. Zahodno od mesta se Biosferni rezervat Srednja Laba razteza navzdol po Labi do Schönebecka. Črni Elster se izliva v Labo 16 kilometrov vzhodno od Wittenberškega merilnika nivoja vode, Mulde pa se izliva v Labo 46 kilometrov zahodno.

### Podnebje
Mesto je v zmernem podnebnem pasu. Povprečna temperatura zraka v Wittenbergu je 9,1 °C, letna količina padavin je 533 milimetrov (vremenski podatki 1982–2012).
Padavinska senca Harza kot vplivno območje ter peščena okolica mesta v Flämingu in Düben Heath pomembno vplivajo na podnebje v mestu. Tudi Laba predstavlja vremensko oviro kot podnebni dejavnik.
Shranjevanje toplote v peščenih sedimentnih plasteh lahko povzroči podnebne pojave. Ti so se med drugim pokazali v učinkih orkana Kyrill, ko je leta 2007 tornado v samo nekaj minutah povzročil toliko škode v stanovanjskem območju v Wittenberg-West, da so številna stanovanja postala neprimerna za bivanje. Izvor orkana je bilo nenadno močno deževje, ki ga je spremljala nevihta, ki je naletela na topel zrak v peščenem sedimentu mesta na območju okrožja Piesteritz. Na območju Wittenberga je pogosto mogoče opaziti tudi sunke vetra. Že leta 2002 je tornado (na skoraj enaki poti) v okrožju Teuchel poškodoval nakupovalno središče in opustošil trgovsko območje. Osebne poškodbe so bile doslej vedno omejene.

### Okrožja
Naslednja okrožja spadajo v Lutherstadt Wittenberg:
- Abtsdorf
- Altstadt
- Apollensdorf
- Apollensdorf Nord
- Assau
- Berkau
- Boßdorf
- Braunsdorf
- Dobien
- Euper
- Grabo
- Griebo
- Jahmo
- Karlsfeld
- Kerzendorf
- Kleinwittenberg
- Köpnick
- Kropstädt
- Labetz
- Mochau
- Nudersdorf
- Piesteritz
- Pratau
- Reinsdorf
- Schmilkendorf
- Seegrehna
- Straach
- Teuchel
- Thießen
- Trajuhn
- Wachsdorf
- Weddin
- Wiesigk
- Wüstemark

## Znamenitosti in kultura
Lutherstadt Wittenberg ima široko paleto kulturnih znamenitosti. Večina je v zgodovinskem starem mestnem jedru ob Wittenbergovi kulturni milji.
Wittenberg je dom številnih zgodovinskih znamenitosti, pa tudi portretov in drugih slik Lucasa Cranacha starejšega in mlajšega. Na vrata cerkve Vseh svetih, Schlosskirche (tudi 'grajska cerkev', zgrajena v letih 1496–1506), naj bi Martin Luther leta 1517 pribil svojih 95 tez. Leta 1760 jo je med bombardiranjem Francozov resno poškodoval požar med sedemletno vojno, kasneje (1885–1892) obnovljena. Leta 1760 požgana lesena vrata so leta 1858 nadomestila bronasta vrata z latinskim besedilom tez. Znotraj cerkve so grobnice Martina Luthra, Philippa Melanchthona, Johannesa Bugenhagena, Paula Eberja in volilnih knezov Friderika Modrega (Peter Vischer mlajši, 1527) in Janeza Konstanta (Hans Vischer) ter portreti reformatorjev Lucas Cranach mlajši, ki je v cerkvi tudi pokopan.
Marijina cerkev, župnijska cerkev, v kateri je Luther pogosto pridigal, je bila zgrajena v 14. stoletju, a je bila od Luthrovih časov precej spremenjena. Vsebuje sliko Lucasa Cranacha starejšega, ki prikazuje Zadnjo večerjo (z obrazi Luthra in drugih reformatorjev), krst in spoved, tudi krstilnik Hermanna Vischerja starejšega (1457). Poleg tega so v cerkvi številne zgodovinske slike.
Starodavna volilna palača je še ena od stavb, ki so leta 1760 močno utrpele škodo; zdaj vsebuje arhive.
Dom Martina Luthra, Lutherhaus, kjer je študiral in živel pred reformacijo in po njej, je zdaj muzej, ki vsebuje številne artefakte iz njegovega življenja. Tu lahko najdete tudi Melanchthonovo hišo in hišo Lucasa Cranacha starejšega, župana Wittenberga. Kipi Luthra (avtor Schadow), Melanchthona in Bugenhagna krasijo mesto. Kraj zunaj Elsterskih vrat, kjer je Luther leta 1520 javno zažgal papeško bulo, je označen s hrastom.
Prvotni štirikotnik univerze Wittenberg je tudi v središču mesta.

### Cerkve

#### Schlosskirche
Ena od glavnih znamenitosti mesta je Schlosskirche (grajska cerkev), ki je najbolj povezana z objavo 95 tez Martina Luthra, drznega napada na prakso odpustkov Rimskokatoliške cerkve. Grajska cerkev je bila predelana med letoma 1883 in 1892. Po namenih graditeljev naj bi prišel do izraza svetovnozgodovinski pomen grajske cerkve. Izjava se je v duhu historicizma navezovala na predhodnike in nosilce reformacije ter tako oblikovala reformacijski spomenik. Ob 500-letnici objave diplomskih nalog leta 2017 je bila cerkev temeljito prenovljena.

#### Stadtkirche Wittenberg
Marijina mestna in župnijska cerkev je matična cerkev reformacije. Prvo protestantsko bogoslužje sta v njem leta 1521 opravila Justus Jonas starejši in Andreas Bodenstein iz Karlstadta. Kot pridigarska cerkev Martina Luthra je bila reformacijska uradna cerkev generalnih nadzornikov saške Kurkreis. Po Dunajskem kongresu je postal uradna rezidenca Wittenberških superintendantov. Umetniški okras je dobro ohranjen in vključuje dela Lucasa Cranacha starejšega in Lucasa Cranacha mlajšega. Epitafi na notranjih in zunanjih stenah se nanašajo na delo številnih pomembnih osebnosti. Pokopališka kapela Svetega trupla stoji južno od mestne cerkve in je nekoč spadala k obzidanemu pokopališkemu prostoru cerkve.

#### Katoliška cerkev Brezmadežnega spočetja
Cerkev na Mauerstraße je leta 1872 posvetil škof Konrad Martin. Obnovljena je bila v letih 1999/2000.

### Augusteum in Luthrova hiša
Reprezentativna razstavna stavba Augusteum je bila nekoč prizidek Univerze v Wittenbergu Leucorea. Na notranjem dvorišču Augusteuma je nekdanji dom Martina Luthra. Danes je v stavbi Muzej zgodovine reformacije z zbirkami slik, spisov in sodobnih eksponatov iz obdobja reformacije. Med prenovo Luthrove hiše se je njen srednjeveški čar delno izgubil.

### Melanchthonova hiša
Arhitekturni slog Melanchthonove hiše na Collegienstraße, ki izraža samozavestno sodobnost renesanse, je arhitekturna znamenitost. V tej hiši je živel in umrl reformator Philipp Melanchthon je živel in umrl v tej hiši. V njej je razstava. Leta 2013 je hiša dobila prizidek po načrtih arhitektov Dietsch & Weber iz Halleja iz sive opeke.

### UniverzaLeucoreaWittenberg
Univerza Leucorea na Collegienstraße, ustanovljena leta 1502, je bila in ni le učna ustanova. Tu sta na primer preživela slavna osebnost reformacije Martin Luther in Philipp Melanchthon. V zgodovini univerze, ki je bogata s tradicijo, so se zgodili dogodki, ki niso vplivali samo na Nemčijo, ampak tudi na velike dele sveta.

### Bugenhagenhaus
Hiša Bugenhagen ob mestni cerkvi je najstarejša protestantska župnija na svetu in eden najpomembnejših spomenikov reformaciji. Do leta 1997 je bila od reformacije neprekinjeno prebivališče in kraj dela Wittenberških superintendantov. Johannes Bugenhagen je bil prvi pastor, ki je tu živel do svoje smrti leta 1558. Med letoma 2004 in 2007 je bila stavba temeljito prenovljena in zdaj služi kot duhovna skupnost in središče srečanj.

### Stadthaus (mestna hiša)
Stadthaus je sodoben stavbni kompleks na trgu Arsenalplatz, ki vključuje več zgodovinskih stavb. Njihov izvor sega v 13. stoletje. Mestna hiša vsebuje pomembne ostanke srednjeveškega gradbenega tkiva nekdanje samostanske cerkve frančiškanov, ki je bila uporabljena kot grobišče Askanov. Že leta 1536 je stavbo Conrad Theiß spremenil v kaščo in jo močno predelal z dodajanjem več nivojev. Srednjeveška okna so zaprli in vgradili ulivne odprtine. Med sedemletno vojno je bila stavba močno poškodovana in prezidana v nižjo stavbno višino. Več gradbenih posegov v naslednjem obdobju je močno spremenilo videz objekta. Konec 19. stoletja so na primer prizidali eno nadstropje in na južni strani prebili velike okenske odprtine. Med letoma 1945 in 1992 je bil Arsenalplatz z meščansko hišo zaseden s strani Rdeče armade in zato nedostopen. Na mestu nekdanjega frančiškanskega samostana je bila v letih 2014/2015 odprta Centralna mestna recepcija za obiskovalce. Vključuje prireditveni center Stadthaus, zgodovinske mestne informacije, mestni arhiv ter turistično in mestno informacijsko središče.

### Stara Rathaus in Marktplatz
V središču starega mestnega jedra je velikodušno odmerjen trg, kjer je skozi stoletja zrasel skladen ansambel meščanskih hiš. Na njem so renesančna mestna hiša, spomenika Martinu Luthru (zasnoval Schadow) in Philippu Melanchthonu (Drake), pa tudi vodnjak Marktbrunnen. Ker je bila mestna uprava od leta 2000 v nekdanji vojašnici Tauentzien na Lutherstraße (Nova mestna hiša), se je mestna hiša na trgu imenovala Stara mestna hiša in je od takrat služila bolj reprezentativno.

### Cranach-Höfe
Cranachov dvor potrjujejo delo Lucasa Cranacha starejšega, Lucasa Cranacha mlajšega, Hansa Cranacha, Augustina Cranacha in Lucasa Cranacha III. v Wittenbergu. Stavba na Markt 4 in lekarna z dvoriščem na Schlossstraße 1 kažeta stične točke z Lucasom Cranachom in njegovimi potomci.
Lucas Cranach starejši je ustanovil svojo lastno tiskarno v nekoč znanem mestu tiskarne Wittenberg. Tu je bilo med drugim natisnjenih 95 tez, prvi del Luthrove Biblije, Lutrovi pogovori za mizo in številni lesorezi. Po rekonstrukciji Cranachovih dvorišč je bila na Schlossstrasse ponovno ustanovljena zgodovinska tiskarna, kjer se besedila (npr. Lutrovi omizni govori) in ilustracije (v linorezu) zdaj izdelujejo kot zasebni tiskovine s postopkom visokega tiska. Zgodovinska Gutenbergova stiskalnica v Cranachhofu na Markt 4 prikazuje, kako so tiskali v srednjem veku.

### Grad Wittenberg
Grad Wittenberg je nekdanja rezidenca saških volilnih knezov. Po uničenju v letih 1760 in 1814 so jo uporabljali kot vojašnico kot del obrambnih utrdb. Od prve svetovne vojne je grad služil civilnim namenom.

## Gledališče, kultura in izobraževanje
Wittenberg ima dolgo tradicijo kulturnih dogodkov. Srednjenemško državno gledališče (Mitteldeutsches Landestheater) je v času NDR doseglo velik pomen. Od leta 1996 mesto prireja gledališke predstave na prostem, ki temeljijo na še vedno živi luteranski zgodovini v številnih zgodovinskih krajih starodavnega mesta. Poudarek je, da je Fernando Scarpa v letih 2001 in 2005 postal umetniški vodja Bühne Wittenberg (Oder Wittenberg), projekta za gledališče, umetnost in kulturo v vsej Nemčiji, ki v mesto privabi veliko obiskovalcev in katerega uspeh je vseevropsko znan. Leta 2002 in 2003 je Stefano Vagnini, italijanski skladatelj in organist, ustvaril glasbo za Thesys and Luther Stories. Princ Hamlet naj bi študiral v Wittenbergu in je bil domnevni dom dr. Fausta.
Wittenberg je sedež Leucoree, ki je del Univerze Martina Luthra v Halle-Wittenbergu, največje univerze v Saški-Anhalt.

## Galerija
- Staro mestno jedro Wittenberga
- Pogled na cerkev Vseh svetih
- Replika petindevetdesetih tez v cerkvi Vseh svetih
- Melanchthonhaus
- Augusteum in Luthrova hiša
- Mestna hiša
- Hundertwasserschule, šola Friedensreicha Hundertwasserja
- Werksiedlung Wittenberg
- Krstilnik Hermanna Vischerja starejšega, cerkev sv. Marije
- [Philipp Melanchthon na trgu
- Trg s staro mestno hišo, kipom Martina Luthra in mestno cerkvijo
- Hamlethaus v starem mestnem jedru Wittenberga
- Kip Martina Luthra
- Muzej Futurea Science Center na tržnici
- Grad Kropstädt
- Grad Nudersdorf